# Hallonbergen (tunnelbanestation)
Hallonbergen är en station inom Stockholms tunnelbana, belägen i stadsdelen Hallonbergen i Sundbybergs kommun. Stationen ligger mellan Näckrosen och Kista. Mellan Hallonbergen och Kista station ligger också Kymlinge station som aldrig tagits i bruk.
Stationen ligger i bergrum 28 meter under marken vid Hallonbergens centrum, där stationens biljetthall är belägen. Den har två plattformar och 3 spår. 
Konstnärlig utsmyckning med barnteckningar och plåtskulpturer av Elis Eriksson (1975) och Gösta Wallmark (1982). Avståndet från blå linjens ändstation Kungsträdgården är 8,9 kilometer. 
Stationen togs i bruk den 31 augusti 1975 när första delen av blå linjen invigdes. Den var grenstation mellan Akalla- och Hjulstagrenarna åren 1977–1985. Numera används spåret mot Rinkeby för vagntransporter till och från Rissnedepån.
Boende i närliggande Ör har gångavstånd till tunnelbanestationen Hallonbergen, som endast har en uppgång, nämligen i Hallonbergens centrum. Kommunen har i en detaljplan för området förklarat att man avser undersöka möjligheten att anlägga en ny tunnelbaneuppgång för station Hallonbergen i Ör.

## Galleri

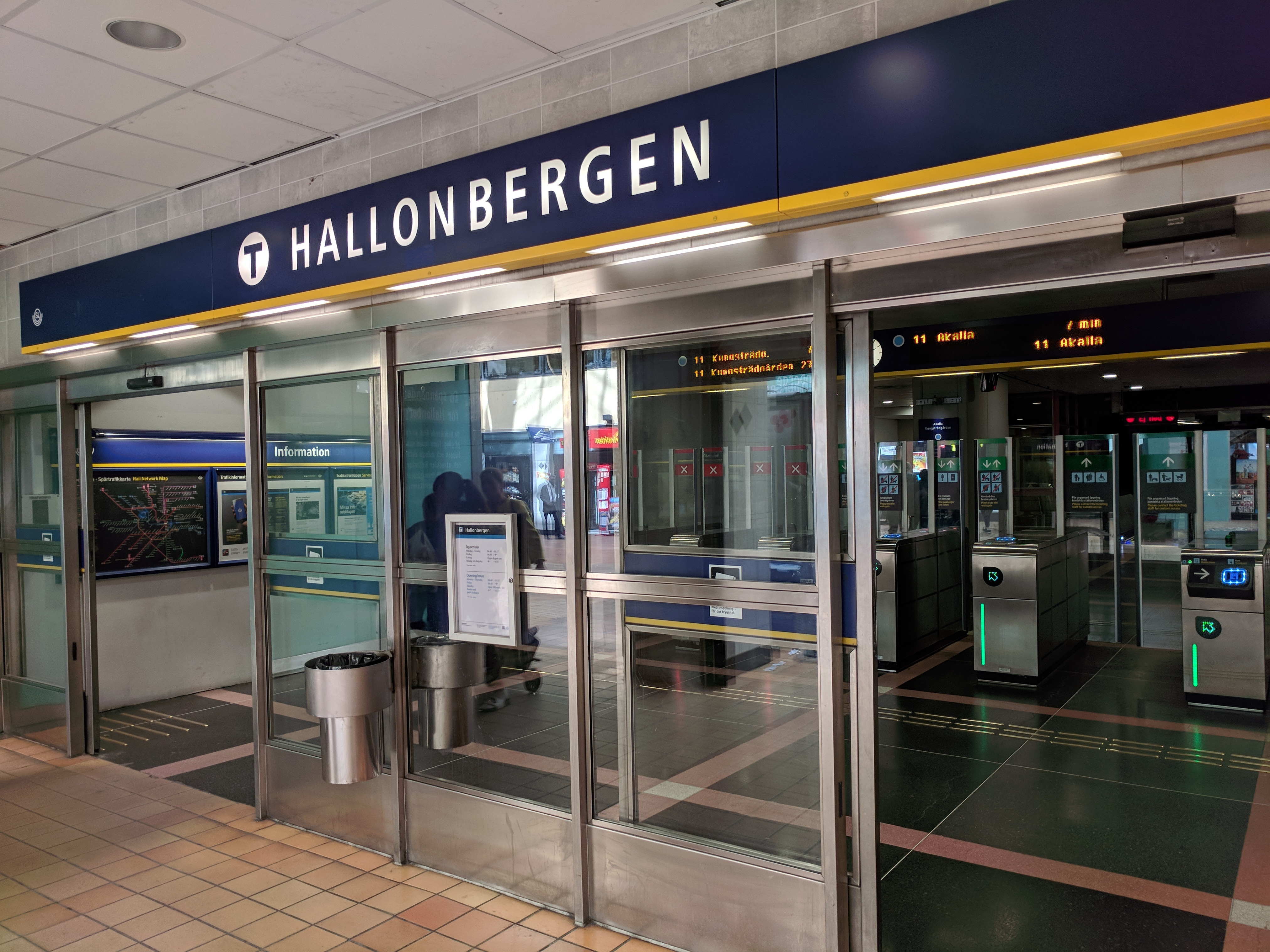
Ingång till tunnelbanestationen.
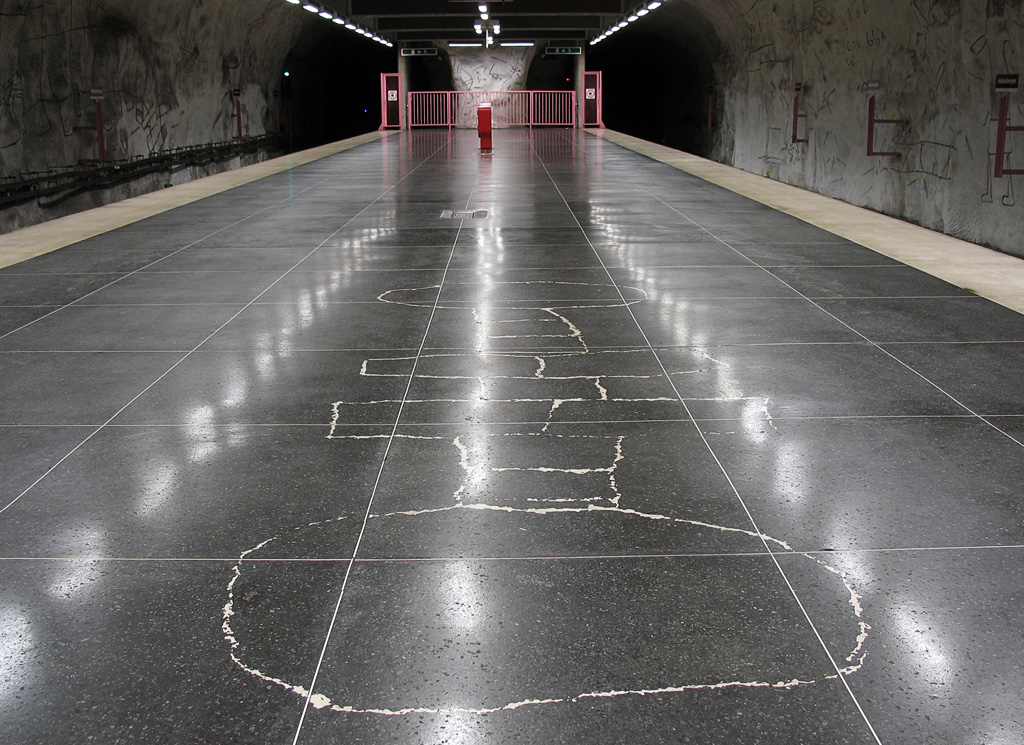
Inristad hopphage i perrongen och spårgrindar i Hallonbergs-chockrosa.
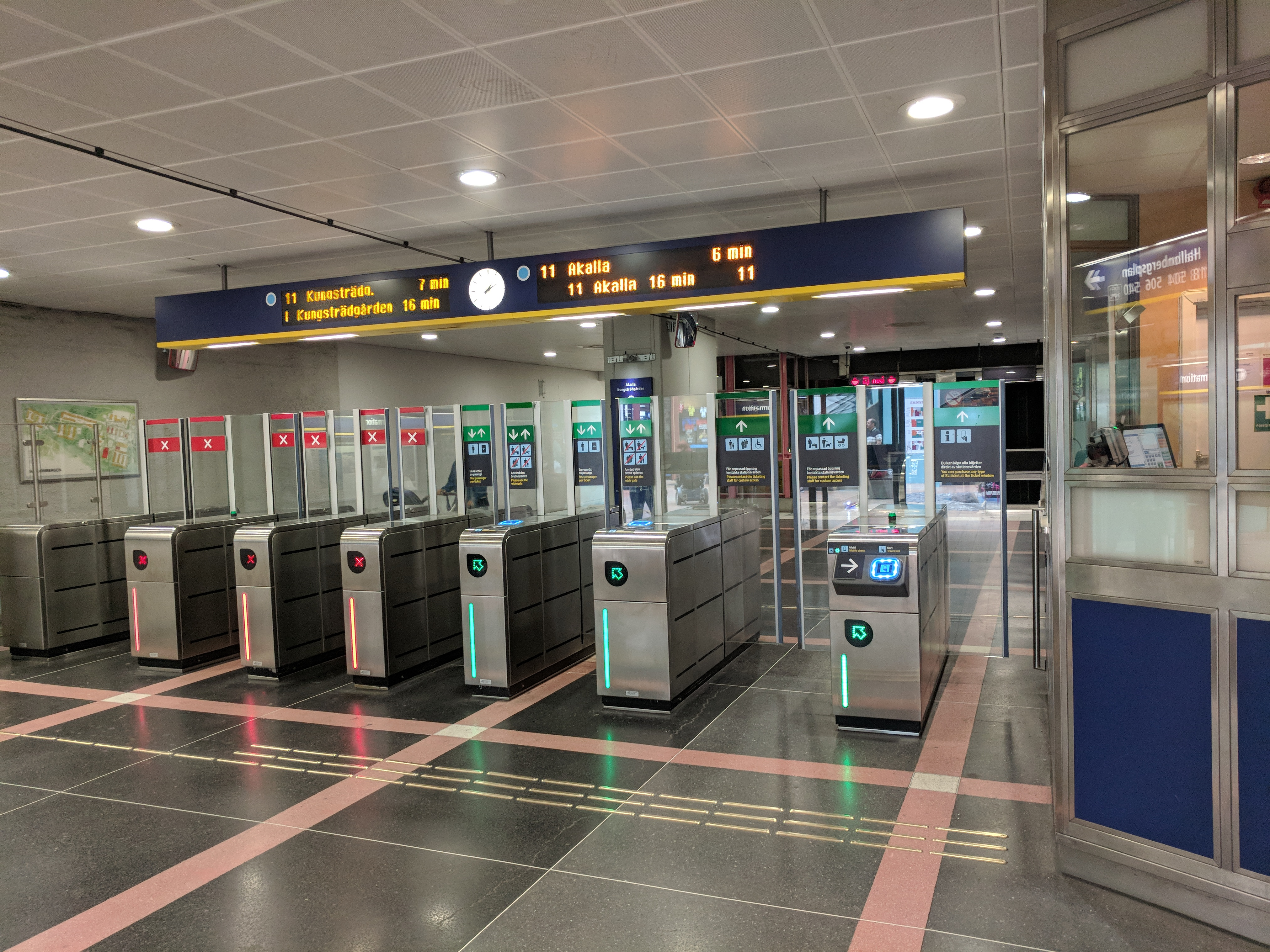
Biljetthallen
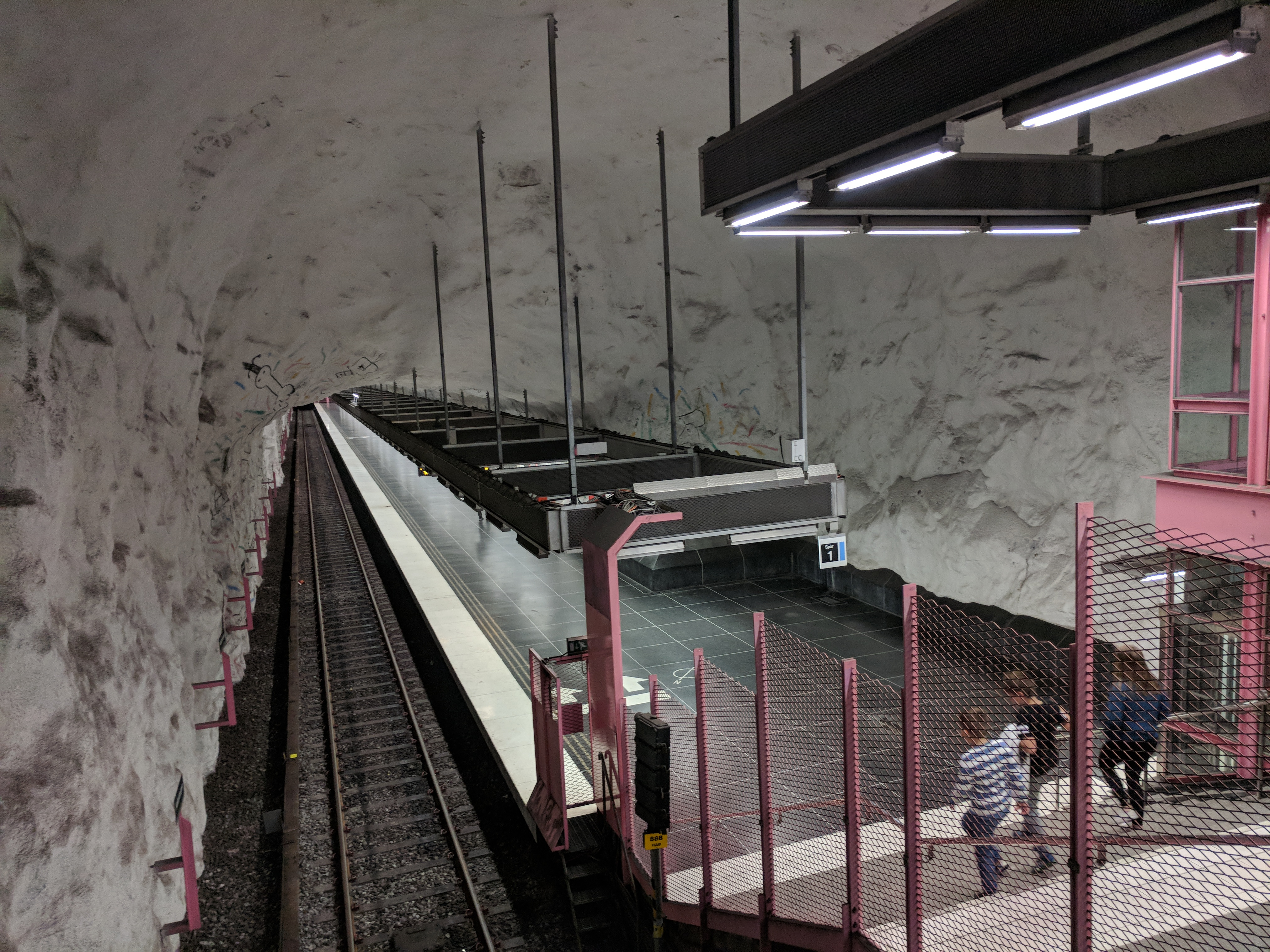
Trappa till perrongen
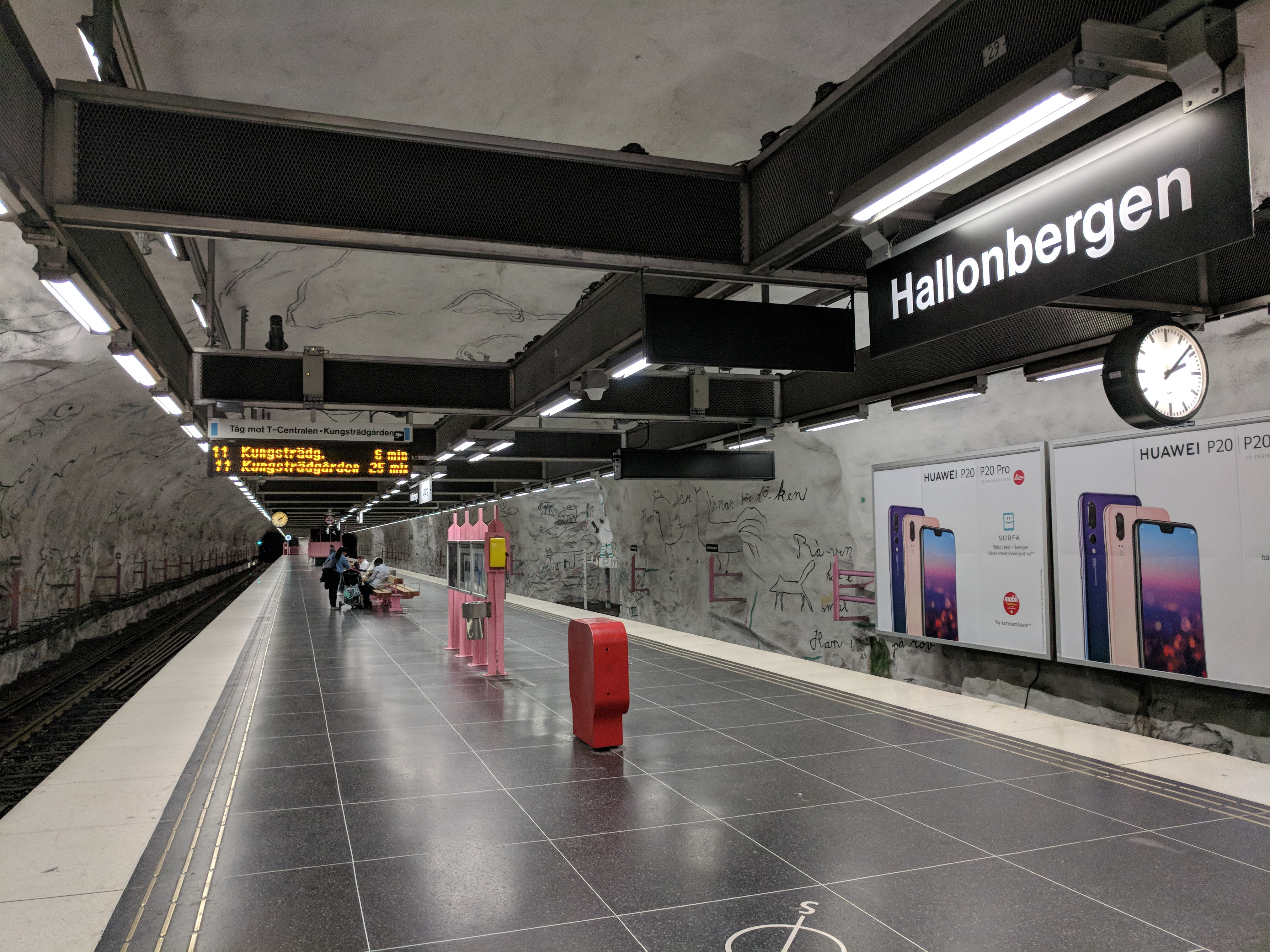
Perrongen
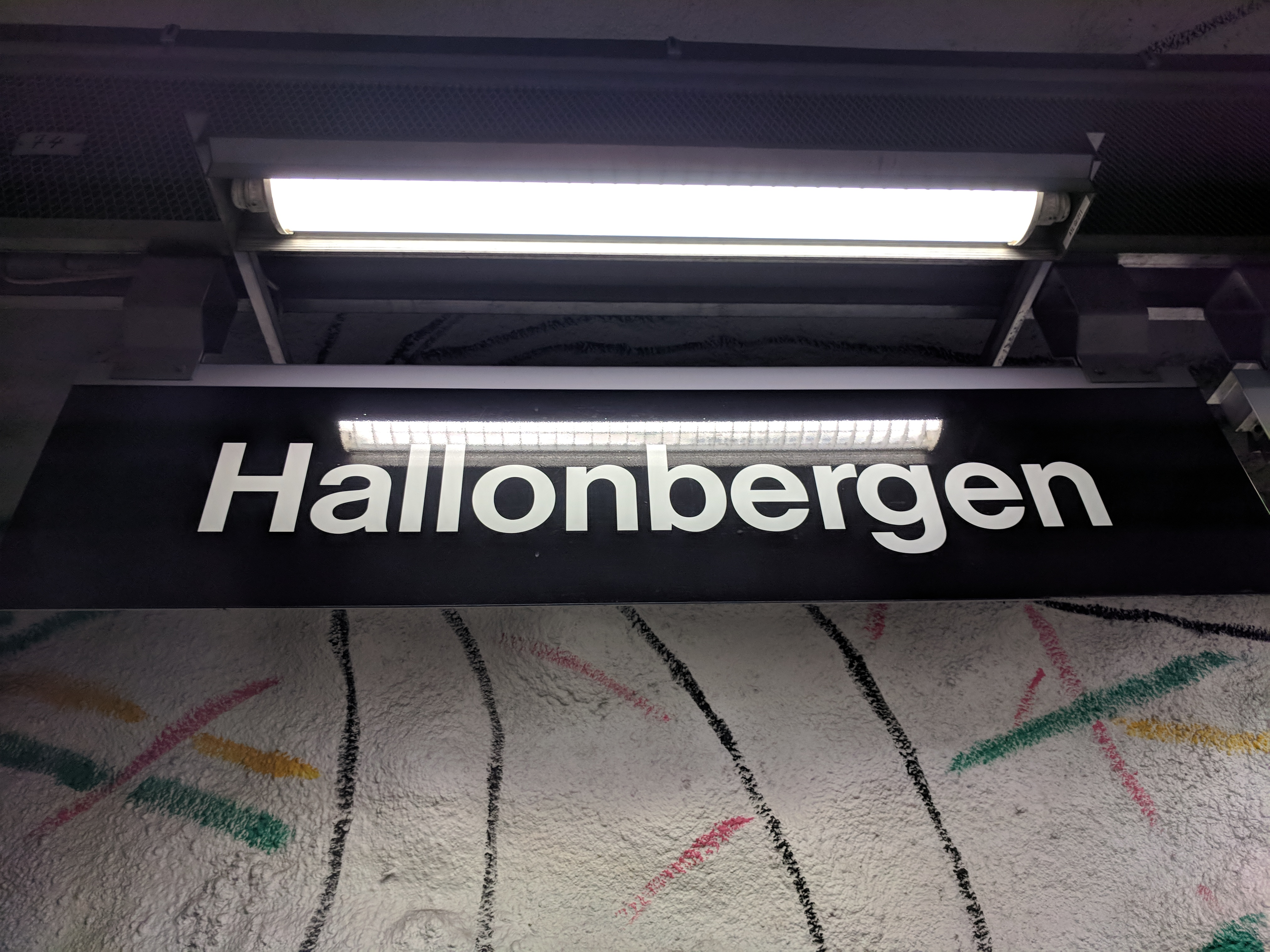
Stationsskylt
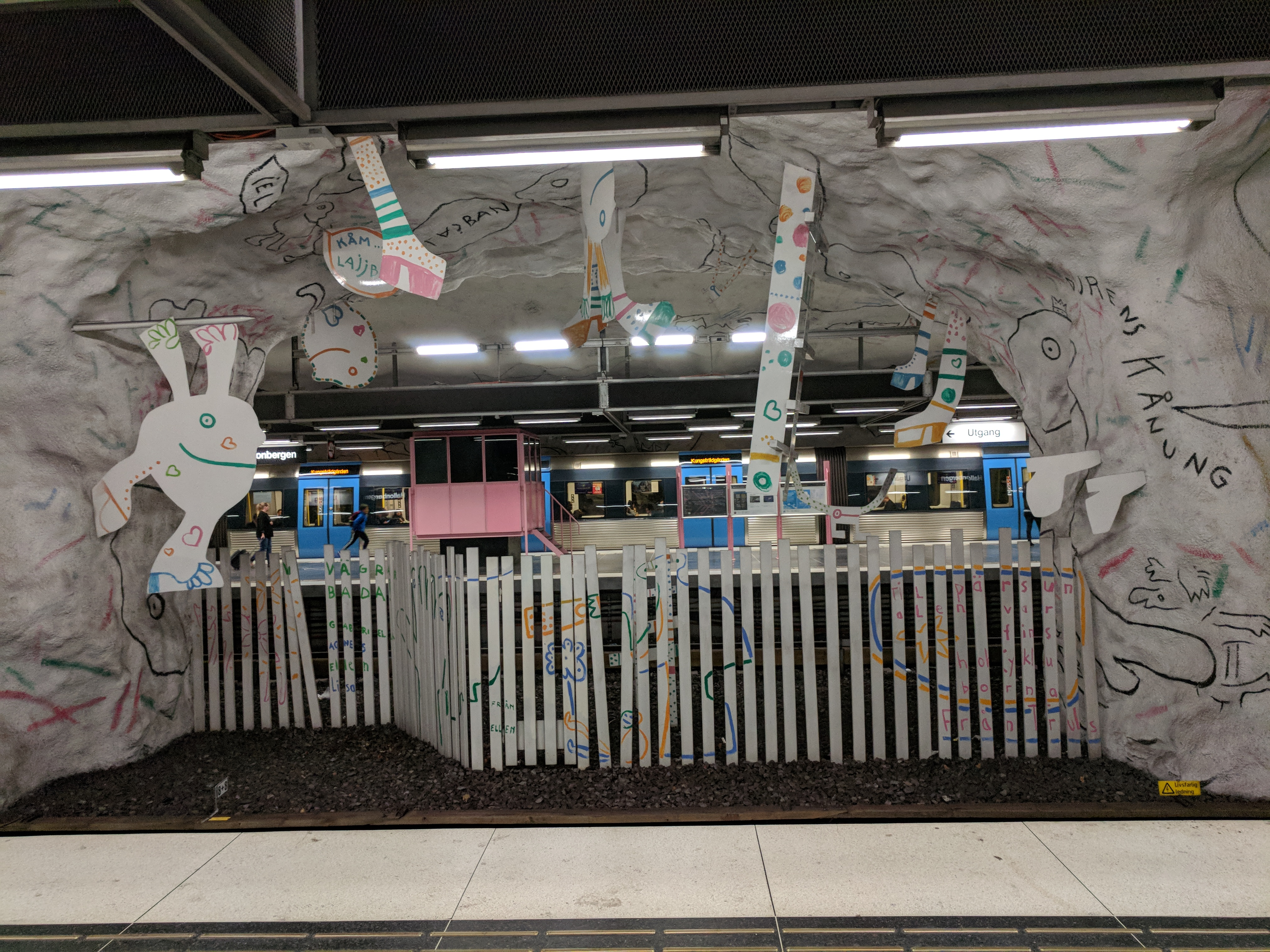
Sektion av konsten, sett från perrongen.